# Roger Moore
Sir Roger George Moore (Stockwell, London, 1927. október 14. – Crans-Montana, Wallis kanton, Svájc, 2017. május 23.) angol színész, producer. Legismertebb szerepei: James Bond, Simon Templar (Az Angyal), Lord Brett Sinclair (Minden lében két kanál). Leggyakoribb magyar hangja Láng József volt.

## Élete
Karrierje kezdetén dolgozott grafikusként, fotómodellként, filmstatisztaként. Cambridge-ben kezdte színész pályáját. 1945-ben a tisztiiskola elvégzése után a Szórakoztató Szolgálat színésze lett. 1952-től Hollywoodban filmezett. 1956-tól a BBC tévésztárja. Leghíresebb szerepei: az 1958-as Ivanhoe c. tévésorozat, Az Angyal kalandjai krimisorozat címszereplője, Simon Templar magándetektív, a Minden lében két kanálban Lord Brett Sinclair szerepe (Tony Curtis partnereként). Hét alkalommal alakította James Bondot. A James Bond-filmek (1973–1985) után már nemigen szerepelt emlékezetes filmben vagy alakított maradandót. Svájcban és Dél-Franciaországban élt. 1991-től a UNICEF jószolgálati nagykövete volt. 1999-ben az angol királynő lovaggá ütötte. Utoljára 2016-ban szerepelt a filmvásznon: egy rövid epizódszerepben tűnt fel a magyar-angol koprodukcióban készült Jutalomjáték című filmben.
Négyszer nősült, három gyermeke született, mindhárom a harmadik feleségétől, Luisa Mattiolitól. Alig öt hónappal a 90. születésnapja előtt rákbetegségben hunyt el.
- Simon Templar szerepében 1969-ben
- 1980-ban A tengeri farkasok forgatásán

## Filmográfia

### Film
| Év   | Magyar cím                                     | Eredeti cím                              | Szerep                       | Magyar hang     |
| ---- | ---------------------------------------------- | ---------------------------------------- | ---------------------------- | --------------- |
| 1945 | Tökéletes idegenek                             | Perfect Strangers                        | tengerész                    |                 |
| 1945 | Cézár és Kleopátra                             | Caesar and Cleopatra                     | római katona                 |                 |
| 1946 |                                                | Gaiety George                            | közönség tagja               |                 |
| 1946 |                                                | Piccadilly Incident                      | vendég                       |                 |
| 1949 |                                                | Paper Orchid                             | statiszta                    |                 |
| 1949 |                                                | Trottie True                             | Stage Door Johnny            |                 |
| 1949 |                                                | The Interrupted Journey                  | katona                       |                 |
| 1950 |                                                | Drawing-Room Detective                   | statiszta                    |                 |
| 1951 |                                                | One Wild Oat                             | statiszta                    |                 |
| 1951 |                                                | Due mogli sono troppe                    | ornitológus a vonaton        |                 |
| 1954 | Amikor utoljára láttam Párizst                 | The Last Time I Saw Paris                | Paul                         | Laklóth Aladár  |
| 1955 | Félbeszakított dallam                          | Interrupted Melody                       | Cyril Lawrence               |                 |
| 1955 | A király tolvaja                               | The King's Thief                         | Jack                         |                 |
| 1956 |                                                | Diane                                    | Henrik herceg                |                 |
| 1959 |                                                | The Miracle                              | Michael Stuart százados      |                 |
| 1961 | Rachel Cade bűnei                              | The Sins of Rachel Cade                  | Paul Wilton                  |                 |
| 1961 |                                                | Gold of the Seven Saints                 | Shaun Garrett                |                 |
| 1962 | A szabin nők elrablása                         | Il ratto delle sabine                    | Romulus                      | Kovács István   |
| 1962 | Gyávák bandája                                 | No Man's Land                            | Enzo Prati                   |                 |
| 1968 | Az Angyal elrablása                            | The Saint and the Fiction Makers         | Simon Templar                |                 |
| 1969 | Az Angyal vérbosszúja                          | Vendetta for the Saint                   | Simon Templar                |                 |
| 1969 | Bűnszövetkezet                                 | Crossplot                                | Gary Fenn                    | Dányi Krisztián |
| 1970 | Az önmagát kísértő férfi (Lélekszakadt hajsza) | The Man Who Haunted Himself              | Harold Pelham                |                 |
| 1973 | Élni és halni hagyni                           | Live and Let Die                         | James Bond                   | Láng József     |
| 1974 | Aranybánya                                     | Gold                                     | Rod Slater                   | Láng József     |
| 1974 | Az aranypisztolyos férfi                       | The Man with the Golden Gun              | James Bond                   | Láng József     |
| 1975 | Szerelmi hadviselés                            | That Lucky Touch                         | Michael Scott                | Láng József     |
| 1976 | A szicíliai kereszt                            | Gli esecutori                            | Ulysses                      | Láng József     |
| 1976 | Kiálts az ördögre                              | Shout at the Devil                       | Sebastian Oldsmith           | Kautzky Armand  |
| 1976 | Kiálts az ördögre                              | Shout at the Devil                       | Sebastian Oldsmith           | Láng József     |
| 1977 | A kém, aki szeretett engem                     | The Spy Who Loved Me                     | James Bond                   | Láng József     |
| 1978 | A vadlibák                                     | The Wild Geese                           | Shaun Fynn hadnagy           | Láng József     |
| 1979 | Műgyűjtők és kalandorok előnyben               | Escape to Athena                         | Otto Hecht őrnagy            | Láng József     |
| 1979 | Moonraker – Holdkelte                          | Moonraker                                | James Bond                   | Láng József     |
| 1979 | 25 millió fontos váltságdíj                    | North Sea Hijack                         | Rufus Excalibur Ffolkes      | Láng József     |
| 1980 | Tengeri farkasok                               | The Sea Wolves                           | Gavin Stewart százados       | Láng József     |
| 1980 | Szexis hétvége                                 | Les séducteurs                           | Harry Lindon                 | Láng József     |
| 1981 | Ágyúgolyó futam                                | The Cannonball Run                       | Seymour Goldfarb Jr          | Láng József     |
| 1981 | Szigorúan bizalmas                             | For Your Eyes Only                       | James Bond                   | Láng József     |
| 1983 | Polipka                                        | Octopussy                                | James Bond                   | Láng József     |
| 1983 | A Rózsaszín Párduc átka                        | Curse of the Pink Panther                | Jacques Clouseau főfelügyelő | Láng József     |
| 1984 | Fantomkép                                      | The Naked Face                           | Dr. Judd Stevens             | Láng József     |
| 1985 | Halálvágta                                     | A View to a Kill                         | James Bond                   | Láng József     |
| 1987 |                                                | The Magic Snowman                        | Lumi Ukko, hóember (hangja)  |                 |
| 1990 | Tűz, jég és dinamit                            | Feuer, Eis & Dynamit                     | Sir George Windsor           | Láng József     |
| 1990 | Telitalálat                                    | Bullseye!                                | Sir John Bevistock           | Láng József     |
| 1992 | Férfi a házban                                 | Bed & Breakfast                          | Adam                         | Láng József     |
| 1996 | A kalandor                                     | The Quest                                | Lord Edgar Dobbs             | Láng József     |
| 1997 | Spice World                                    | Spiceworld                               | a főnök                      |                 |
| 1997 | Az Angyal                                      | The Saint                                | rádióbemondó (hangja)        | Láng József     |
| 2001 | Láthatatlan ellenség                           | The Enemy                                | Robert Ogilvie főfelügyelő   | Láng József     |
| 2002 |                                                | Na svoji Vesni                           | Roger Moore                  |                 |
| 2002 | Hajó a vége                                    | Boat Trip                                | Lloyd Faversham              | Versényi László |
| 2004 |                                                | The Fly Who Loved Me (rövidfilm)         | Karácsony atya (hangja)      |                 |
| 2005 |                                                | Here Comes Peter Cottontail: The Movie   | January Q. Irontail (hangja) |                 |
| 2008 |                                                | Agent Crush                              | Burt Gasket (hangja)         |                 |
| 2009 |                                                | De vilde svaner                          | érsek (hangja)               |                 |
| 2010 | Kutyák és macskák: A rusnya macska bosszúja    | Cats & Dogs: The Revenge of Kitty Galore | Sir Cirmos (hangja)          | Rosta Sándor    |
| 2011 |                                                | The Lighter (rövidfilm)                  | George Boreman (hangja)      |                 |
| 2013 |                                                | Incompatibles                            | Roger Moore                  |                 |
| 2016 | Jutalomjáték                                   | The Carer                                | Roger Moore                  | Perlaki István  |

### Televízió
| Év        | Magyar cím                     | Eredeti cím                          | Szerep                     | Megjegyzések                                                                                    |
| --------- | ------------------------------ | ------------------------------------ | -------------------------- | ----------------------------------------------------------------------------------------------- |
| 1949      |                                | The Governess                        | Bob Drew                   | tévéfilm                                                                                        |
| 1949      |                                | A House in the Square                | John Anstruther            | tévéfilm                                                                                        |
| 1953      |                                | Robert Montgomery Presents           | francia diplomata          | 2 epizód                                                                                        |
| 1953      |                                | The Clay of Kings                    | Josiah Wedgwood            | tévéfilm                                                                                        |
| 1953      |                                | Julius Caesar                        | ismeretlen szerep          | tévéfilm                                                                                        |
| 1953      |                                | Black Chiffon                        | ismeretlen szerep          | tévéfilm                                                                                        |
| 1956      |                                | Ford Star Jubilee                    | Billy Mitchell             | 1 epizód                                                                                        |
| 1956      |                                | Goodyear Playhouse                   | Patrick Simmons            | 1 epizód                                                                                        |
| 1957      |                                | Assignment Foreign Legion            | Paul Harding légiós        | 1 epizód                                                                                        |
| 1957      |                                | Lux Video Theatre                    | Gavin                      | 1 epizód                                                                                        |
| 1957      |                                | NBC Matinee Theater                  | Randolph Churchill         | 1 epizód                                                                                        |
| 1958–1959 | Ivanhoe                        | Ivanhoe                              | Ivanhoe                    | - főszereplő (39 epizód) - magyar hangja: - Sinkó László                                        |
| 1959      |                                | The Third Man                        | Jimmy Simms                | 1 epizód                                                                                        |
| 1959      | Alfred Hitchcock bemutatja     | Alfred Hitchcock Presents            | Benson felügyelő           | 1 epizód                                                                                        |
| 1959–1960 |                                | The Alaskans                         | Silky Harris               | főszereplő (37 epizód)                                                                          |
| 1959–1961 |                                | Maverick                             | Beau Maverick              | 16 epizód                                                                                       |
| 1961      |                                | 77 Sunset Strip                      | rádióbemondó (hangja)      | 1 epizód                                                                                        |
| 1961      |                                | The Roaring 20's                     | 14 Karat John              | 2 epizód                                                                                        |
| 1962–1969 | Az Angyal                      | The Saint                            | Simon Templar              | - főszereplő (118 epizód) - magyar hangja: - Láng József                                        |
| 1964      |                                | Mainly Millicent                     | James Bond                 | 1 epizód                                                                                        |
| 1965      |                                | The Trials of O'Brien                | Roger Taney                | 1 epizód                                                                                        |
| 1971–1972 | Minden lében két kanál         | The Persuaders!                      | Lord Brett Sinclair        | - főszereplő (24 epizód) - magyar hangja: - Láng József - Kautzky Armand (1. rész, 3. változat) |
| 1976      | Sherlock Holmes New Yorkban    | Sherlock Holmes in New York          | Sherlock Holmes            | - tévéfilm - magyar hangja: - Láng József                                                       |
| 1977–1978 |                                | Laugh-In                             | Roger Moore                | 4 epizód                                                                                        |
| 1994      | Az ember, aki nem tud meghalni | The Man Who Wouldn't Die             | Thomas Grace               | - tévéfilm - vezető producer - magyar hangja: - Láng József                                     |
| 1999      |                                | The Dream Team                       | Desmond Heath              | 4 epizód                                                                                        |
| 2000      |                                | Victoria Wood with All the Trimmings | Roger Moore                | karácsonyi különkiadás                                                                          |
| 2002      | Alias                          | Alias                                | Edward Poole               | 1 epizód                                                                                        |
| 2002      | Tetthely                       | Tatort                               | Roger Moore                | 1 epizód                                                                                        |
| 2005      |                                | Foley & McColl: This Way Up          | Butler                     | tévéfilm                                                                                        |
| 2011      | Karácsony a kastélyban         | A Princess for Christmas             | Edward, Castlebury hercege | - tévéfilm - magyar hangja: - Láng József                                                       |
| 2014      |                                | The Life of Rock with Brian Pern     | George Lazenby             | 1 epizód                                                                                        |
| 2016      |                                | Car SOS                              | Roger Moore                | 1 epizód                                                                                        |
| 2017      |                                | The Saint                            | Jasper                     | tévéfilm                                                                                        |

## Magyarul megjelent művei
- A nevem Moore... Roger Moore. Önéletrajz; ford. Révbíró Tamás, Moldova Júlia; Európa, Bp., 2010
- Roger Moore–Gareth Owen: Viszlát...; ford. Nimila Zsolt; Kossuth, Bp., 2018

## További információ
- Hivatalos oldal
- Roger Moore a Facebookon
- Roger Moore a PORT.hu-n (magyarul)
- Roger Moore az Internetes Szinkronadatbázisban (magyarul)
- Roger Moore az Internet Movie Database-ben (angolul)
- Roger Moore a Rotten Tomatoeson (angolul)
- Roger Moore az AlloCiné weboldalán (franciául)
- Roger Moore Profile. Famousfix.com. (Hozzáférés: 2023. március 1.)
- Roger Moore – anekdoták a hazai közönségkedvencről, amiket talán sosem hallottál